# 한강수타령
《한강수타령》은 2004년 10월 2일부터 2005년 3월 27일까지 방영된 문화방송 주말연속극이다.

## 기획 의도
시장에서 생선장사로 일하는 억척스러운 아줌마 김영희 여사와 딸들의 이야기를 담은 드라마

## 등장 인물

### 가영이네
- 고두심 : 엄마 김영희 여사 역
- 김혜수 : 큰딸 윤가영 역
- 김민선 : 둘째딸 윤나영 역
- 이윤지 : 조카딸 윤다영 역
- 최성준 : 조카 윤수영 역
- 봉태규 : 최강수 역
- 박한별 : 미애 역

### 준호네
- 김석훈 : 이준호 역
- 한인수 : 준호 부 이태근 역
- 박정수 : 준호 모 박단옥 역
- 안세미 : 준호 여동생 이준미 역

### 그 외 인물
- 최민수 : 신률 역
- 권은아 : 옥심 이모 역
- 도윤주 : 황 회장 역
- 이혜상 : 유진 역
- 박광정 : 장복 역
- 유정석
- 이종수
- 차서원
- 김정

## 연장
- 한강수타령 방영 분량이 50부작에서 1회 연장되어 51부작으로 변경 확정되었다.

## 수상
- 2004년 MBC 연기대상 대상 고두심
- 2004년 MBC 연기대상 주말 연속극 부문 여자 최우수상 김혜수
- 2004년 MBC 연기대상 주말 연속극 부문 남자 최우수상 최민수
- 2004년 MBC 연기대상 주말 연속극 부문 남자 우수상 김석훈
- 2004년 MBC 연기대상 주말 연속극 부문 여자 우수상 김민선
- 2004년 MBC 연기대상 PD상 최종수

## 참고 사항
고두심과 김혜수는 97년 11월 15일 방영된 SBS 2부작 특집극 새끼 이후 5년 만에 모녀지간으로 만났다.
아울러, 2004년 12월 5일에는 6시부터 대한민국 영화대상 시상식이 편성되어 결방됐다.
이와 함께, 주말 저녁 가족드라마가 되기엔 스토리가 너무 우울하다는 지적을 받아왔다.